# Catia Fonseca

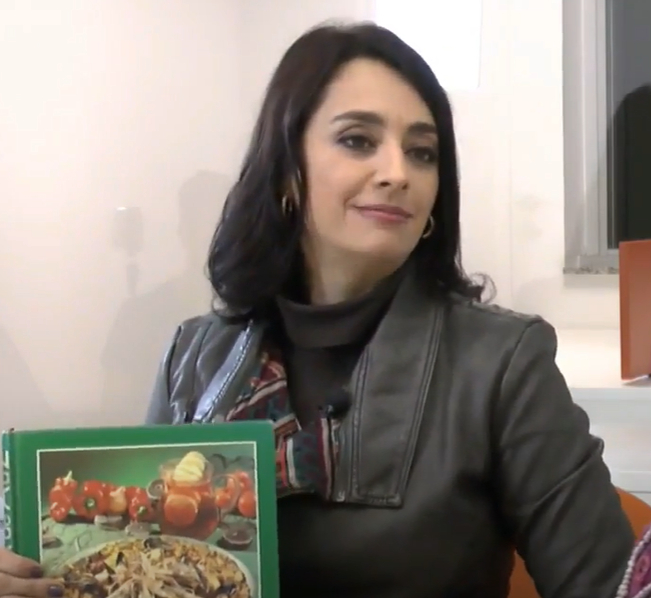
Catia Fonseca (2017)

Catia Cilene de Miranda e Fonseca, bekannt als Catia Fonseca, Schreibung auch Cátia Fonseca (* 1. Februar 1969 in São Paulo), ist eine brasilianische Hörfunk- und Fernsehmoderatorin.
1991 trat sie dem Radio- und Fernsehkurs bei SENAC bei, den sie zwei Jahre später abschloss. Jahre später wurde sie von der Presse als die „Königin des Merchandising“ bezeichnet, da sie die von Sponsoren am meisten nachgefragte Moderatorin war und 2015 zum Aushängeschild für 23 Unternehmen gleichzeitig wurde.

## Karriere
1986, im Alter von 17 Jahren, sah Catia eine Zeitungsanzeige, in der nach einer Sekretärin für Radio Antena 1 gesucht wurde, erhielt die Stelle und blieb sechs Jahre im Unternehmen. Zu dieser Zeit interessierte sie sich für das Rundfunk- und Fernsehhandwerk und machte einige Tests im Fernsehen und Radio, die sie jedoch nicht bestand. 1994 erfuhr Catia von der Eröffnung eines neuen Senders in São Paulo, Rede Mulher (heute Record News), der auf der Suche nach aufstrebenden Moderatoren war. Catia führte die Eignungstests durch und ging, ohne eine Antwort zu erhalten, mehrere Tage hintereinander zur Station, um die Direktoren zu bitten, ihr eine Chance zu geben. In diesem Jahr eingestellt, debütierte sie in der Kochshow Com Sabor (deutsch Mit Geschmack). 1995 trat sie der Morgenmoderatorin Universo Feminino (deutsch Frauenuniversum) bei, die allgemeine Frauenthemen wie Lebensqualität, Positionierung auf dem Arbeitsmarkt und Familienthemen behandelte. Ende 1997 verließ sie den Sender und lehnte eine Vertragsverlängerung ab, um in ihr eigenes Unternehmen, eine Bäckerei, zu investieren.
Im Januar 1998 wurde sie von Rede Manchete eingeladen, das Programm Mulher de Hoje (deutsch Frau von Heute) zu übernehmen, lehnte dies zunächst ab, schloss jedoch eine Vereinbarung, dass sie nur drei Monate bleiben würde, während der Sender versuchte, einen anderen Moderator zu finden. Im März 1998 unterschrieb sie bei TV Gazeta und übernahm die Sendung Pra Você (deutsch Für Sie). 1999 unterschrieb Catia bei RecordTV, um Note e Anote (deutsch Hinweis und Anmerkung) anstelle von Ana Maria Braga zu leiten, nachdem sie von der guten Resonanz bei den Sponsoren ins Visier genommen wurde. Im Jahr 2000 begann sie auch bei Note e Anote Regie zu führen. Im September desselben Jahres wurde sie nach anderthalb Jahren aus dem Programm genommen. Gegenüber dem Magazin „Isto É Gente“ erklärte Catia damals, dass Moderatorin Claudete Troiano geplant habe, ihren Posten bei Note e Anote zu übernehmen: „Ich würde nicht die Mittel einsetzen, die sie verwendet hat. Ich habe gehört, dass sie einen Direktor gebeten hat, das den Führungskräften des Senders zu sagen, es wurde mehr berücksichtigt und akzeptiert, die Hälfte von dem zu verdienen, was ich verdient habe“. Der Sender bot sogar nachmittags ein Programm für Catia an, doch die Moderatorin zog es vor, ihren Vertrag zu beenden, weil sie die Situation als unangenehm empfand und den Ersatz nicht auf den Fluren des Senders finden wollte.
Im Jahr 2002 kehrte Catia zu TV Gazeta zurück und übernahm Mulheres (deutsch Frauen), strukturierte das Programm um, beseitigte Sensationsgier und tragische Fälle und brachte das ursprüngliche Format mit Berichten zurück, die auf das weibliche Publikum mit Themen wie Küche und die Bereitstellung von Dienstleistungen abzielten. Am 4. September 2015 startete sie ihren eigenen YouTube-Kanal, TV Catia Fonseca, mit Interviews, Rezepten und Reisevideos. Am 30. September 2017 startete sie ihre eigene Website, auch TV Catia Fonseca genannt, mit Rezepten, Mode, Beauty, Reisen und anderen Tipps. Am 12. Dezember 2018 gab Catia ihren Abschied von TV Gazeta nach fünfzehn Jahren an der Spitze von Mulheres bekannt und unterzeichnete einen Vertrag mit Rede Bandeirantes, kurz Band genannt, zur Erstausstrahlung von Melhor da Tarde (deutsch Das Beste vom Nachmittag) am 1. März 2018. Am 1. August 2020 gab sie ihr Radiodebüt als Moderatorin bei Rádio Bandeirantes mit der Sendung Do Bom e do Melhor (deutsch Von den Guten und Besten), zusammen mit Danilo Gobatto, die am Samstagmorgen ausgestrahlt wurde. Fonseca stellte das Programm bis zum 28. August 2021 vor.

## Privatleben
1986 heiratete sie im Alter von 17 Jahren den Journalisten Dafnis da Fonseca. 1987 kam ihr Erstgeborener zur Welt und 1992 ihr zweites Kind. Im Mai 2013 gab sie nach 27 Jahren Ehe ihre Trennung bekannt. Im November desselben Jahres ging sie eine Beziehung mit Regisseur Rodrigo Riccó ein.

## Funktionen

### Fernsehen
| Jahr       | Titel                                      | Funktion              | Anmerkungen                  |
| ---------- | ------------------------------------------ | --------------------- | ---------------------------- |
| 1994–95    | Com Sabor (Mit Geschmack)                  | Moderatorin           |                              |
| 1995–97    | Universo Feminino (Frauenuniversum)        | Moderatorin           |                              |
| 1998       | Mulher de Hoje (Frau von Heute)            | Moderatorin           |                              |
| 1998–99    | Pra Você (Für Sie)                         | Moderatorin           |                              |
| 1999–00    | Note e Anote (Hinweis und Anmerkung)       | Moderatorin           |                              |
| 2002–2017  | Mulheres (Frauen)                          | Moderatorin           |                              |
| 2018-heute | Melhor da Tarde (Das Beste vom Nachmittag) | Moderatorin           |                              |
| 2019       | Noite Feliz (Fröhliche Nacht)              | Moderatorin           | Sonderangebot zum Jahresende |
| 2020       | Mulheres (Frauen)                          | Besondere Moderatorin | Folge „23. September“        |

### Internet
| Jahr       | Titel            | Funktion    | Plattform |
| ---------- | ---------------- | ----------- | --------- |
| 2015-heute | TV Catia Fonseca | Moderatorin | YouTube   |

### Radio
| Jahr      | Titel                                         | Funktion    | Radiosender        |
| --------- | --------------------------------------------- | ----------- | ------------------ |
| 2020–2021 | Do Bom e do Melhor (Von den Guten und Besten) | Moderatorin | Rádio Bandeirantes |